# Кірноджі (комуна)
Кірноджі (рум. Chirnogi) — комуна у повіті Келераш в Румунії. До складу комуни входить єдине село Кірноджі.
Комуна розташована на відстані 52 км на південний схід від Бухареста, 60 км на захід від Келераші.

## Населення
За даними перепису населення 2002 року у комуні проживали 8136 осіб.
Національний склад населення комуни:
| Національність | Кількість осіб | Відсоток |
| -------------- | -------------- | -------- |
| румуни         | 7317           | 89,9%    |
| цигани         | 819            | 10,1%    |

Рідною мовою назвали:
| Мова      | Кількість осіб | Відсоток |
| --------- | -------------- | -------- |
| румунська | 8109           | 99,7%    |
| циганська | 27             | 0,3%     |

Склад населення комуни за віросповіданням:
| Релігія       | Кількість осіб | Відсоток |
| ------------- | -------------- | -------- |
| православні   | 8035           | 98,8%    |
| п'ятдесятники | 90             | 1,1%     |
| лютерани      | 6              | 0,1%     |
| адвентисти    | 4              | < 0,1%   |